# Bom Jardim de Goiás
Bom Jardim de Goiás là một đô thị thuộc bang Goiás, Brasil. Đô thị này có diện tích 1850,738 km², dân số năm 2007 là 8129 người, mật độ 4,4 người/km².